# Jason Reitman
Jason Reitman (Montreal; 19 de octubre de 1977) es un cineasta y actor canadiense de ascendencia eslovaca nacionalizado estadounidense, nominado a los Premios Óscar en cuatro ocasiones. Además, es conocido por ser el hijo del también director Ivan Reitman.

## Biografía
Jason Reitman nació en Montreal, Quebec. Fue el primero de los tres hijos de Ivan Reitman y Geneviève Robert. Tiene dos hermanas menores, Catherine y Caroline. Su padre, Iván, obtuvo éxito con las películas que dirigió, tales como Los cazafantasmas, El pelotón chiflado y Kindergarten Cop. Jason describe su infancia como "un perdedor ... una película freakie ... [y] tímida."
Por parte de su padre, sus ancestros eran judíos checoslovacos, mientras que su madre proviene de una familia cristiana francocanadiense. La madre de Jason se convirtió luego al judaísmo.
A finales de los años 1980, Reitman comenzó a aparecer en pequeñas piezas y actuando en calidad de asistente de producción de películas de su padre. Pasó tiempo en las salas de edición de las películas de su padre, aprendiendo el proceso. A lo largo de sus 20 años, en lugar de aceptar ofertas para hacer películas comerciales, Reitman comenzó a hacer sus propias películas de corta duración y a dirigir comerciales. Aunque se le ofreció la oportunidad de dirigir Dude, Where's My Car? en dos ocasiones distintas, se negó.
Reitman se graduó en el Harvard-Westlake School en 1995 y se especializó en Inglés/Escritura Creativa en la Universidad del Sur de California. En 2004, se casó con la escritora Michele Lee, con quien coescribió la comedia corto de 2004 Consentimiento. Los dos tuvieron su primer hijo en 2006.

## Filmografía

### Como director
- Gracias por fumar (2005), director y guionista
- Juno (2007), director
- Up in the Air (2009), director y guionista
- Young Adult (2011), director
- Labor Day (2013), director y guionista
- Men, Women & Children (2014), director
- Tully (2018), director
- The Front Runner (2018), director, productor y guionista
- Ghostbusters: Afterlife (2021), director y guionista
- Saturday Night (2024), director y guionista

### Como actor
- Twins (1988)
- Ghostbusters II (1989)
- Kindergarten Cop (1990)
- Dave, presidente por un día (1993)
- Father’s Day (1997)
- Clerk (2021)

### Como productor
- Jennifer's Body (2009)

## Premios y distinciones
Premios Óscar
| Año  | Categoría            | Película      | Resultado |
| ---- | -------------------- | ------------- | --------- |
| 2008 | Mejor Director       | Juno          | Nominado  |
| 2010 | Mejor guion adaptado | Up in the Air | Nominado  |
| 2010 | Mejor película       | Up in the Air | Nominado  |
| 2010 | Mejor Director       | Up in the Air | Nominado  |

Globos de Oro
| Año  | Categoría              | Película      | Resultado |
| ---- | ---------------------- | ------------- | --------- |
| 2009 | Mejor Película - Drama | Up in the Air | Candidato |
| 2009 | Mejor Director         | Up in the Air | Candidato |
| 2009 | Mejor Guion            | Up in the Air | Ganador   |